# Johan Mannergren
Sven Johan Olof Peter Mannergren, född 13 juni 1949, är en svensk jurist som var lagman i Sjuhäradsbygdens tingsrätt från 1995 till 1996, i Ljungby tingsrätt från 1997 till 2005, i Alingsås tingsrätt från 2005 till 2009 samt i Eksjö tingsrätt från 2009 till 2012.
Mannergren blev fiskal i Göta hovrätt 1977, utnämndes till rådman i Borås tingsrätt 23 februari 1989, rådman i Jönköpings tingsrätt 19 november 1992. Han utsågs till en tidsbegränsad anställning som lagman i Sjuhäradsbygdens tingsrätt 15 december 1994 , utnämndes till lagman i Ljungby tingsrätt 26 juni 1997, utnämndes till lagman i Alingsås tingsrätt 16 december 2004 samt utnämndes till lagman i Eksjö tingsrätt 7 maj 2009.